# Danilo Nogueira
Danilo Nogueira (n. el 26 de julio de 1986, en Santo André) es un gimnasta artístico brasileño. Se inició en la disciplina a la edad de 4 años, y compitió por primera vez en un evento internacional dos años después. Su participación con la selección nacional empezó en 1997. Desde entonces ha colaborado en dos Juegos Panamericanos, de los cuales, en su versión de Río de Janeiro 2007, obtuvo el bronce en la prueba de «barra fija», ganando también la medalla de plata con su selección nacional en la categoría «por equipos». Asimismo compitió en el Campeonato Sudamericano de Gimnasia Artística de 2011, llevado a cabo en Santiago de Chile, donde obtuvo bronce en «anillas», contribuyendo así en el oro obtenido por su selección en la categoría «por equipos».